# Sonate K. 493
La sonate K. 493 (F.437/L.S.24) en sol majeur est une œuvre pour clavier du compositeur italien Domenico Scarlatti.

## Présentation
La sonate K. 493, en sol majeur, notée Allegro, forme une paire avec la sonate suivante de même tonalité.
Les imitations des motifs de l'ouverture se répètent de plus en plus serrées, passant de deux mesures, à une et demie puis une demi-mesure pour le troisième. La polyphonie est ensuite désarticulée par le décalage rythmique des voix.
Kirkpatrick décrit la technique personnelle de Scarlatti comme la survivance « des vestiges impressionnistes du traitement contrapuntique rigoureux ». Il englobe ce type de traitement en tant que troisième tradition du matériel thématique, citant les sonates K. 52, 263, 460, 493, 545, pour exemples de « sonates où la libre succession des idées amène des changements progressifs de climat, où le matériel thématique semble se déployer spontanément, où un fragment de thème en évoque un autre ou est développé davantage […] ».
La sonate K. 493 est un exemple de sa troublante manière d'utiliser le contrepoint, avec son poids « culturel » associé et son savoir-faire pour créer un monde sonore contrasté et varié. Ce « contrepoint libre » est l'une des nombreuses marques stylistiques du compositeur. Elle se traduit par une sorte de syntaxe musicale que Sutcliffe explique ainsi : « une fois l'imitation stricte de l'ouverture abandonnée, une sorte de contrepoint galant s'installe. Ceci est plus étendu que d'habitude, avec des écarts successivement plus petits entre l'imitation de chaque point. Mais certainement, y a quelque chose de pédant dans la manière. Il cède la place à la mesure 10, à une approche plus « naturelle » et une texture qui, en réemployant la cellule de la seconde mesure de l'ouverture, n'est précisément, ni polyphonique ni homophonique. Ces quatre notes sont répétées avec chaque fois de légères variations […]. Une grande partie du reste de la sonate fait sonner une polyphonie transparente ».
Chaque section se termine par un effet quasi comique dans une cadence en trois répétitions d'une mesure à l'identique, comme un bégaiement.

## Manuscrits
Le manuscrit principal est le numéro 10 du volume XII (Ms. 9783) de Venise (1756), copié pour Maria Barbara ; les autres sont Parme XIV 10 (Ms. A. G. 31419), Münster (D-MÜp) I 28 (Sant Hs 3964) et Vienne C 23 (VII 28011 C).

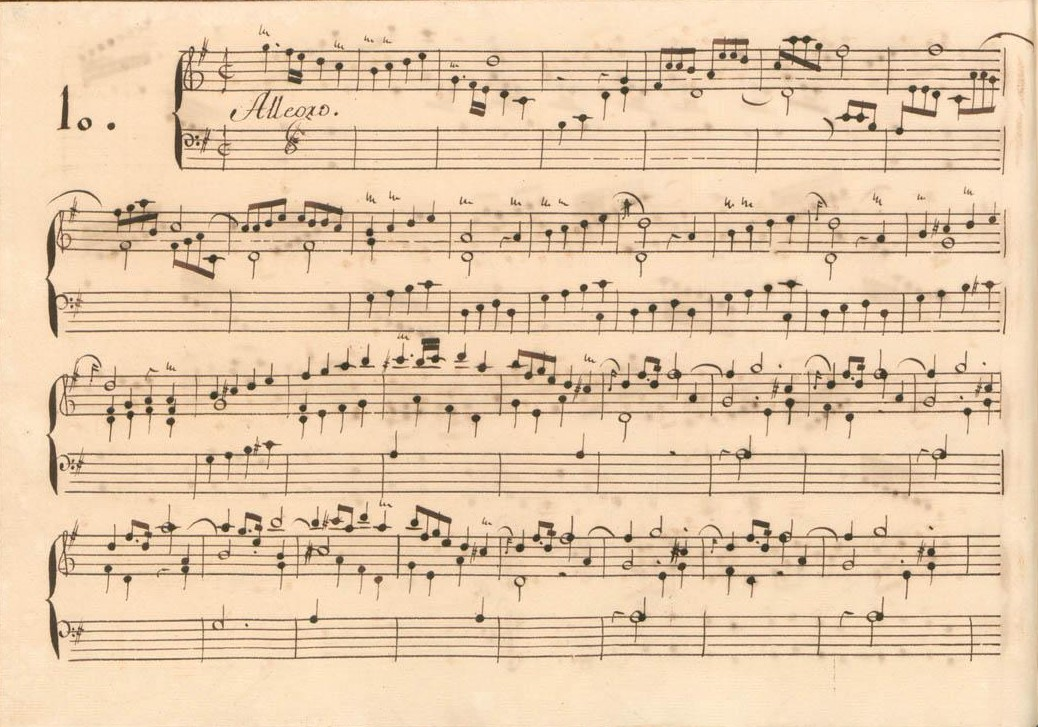
Parme XIV 10.
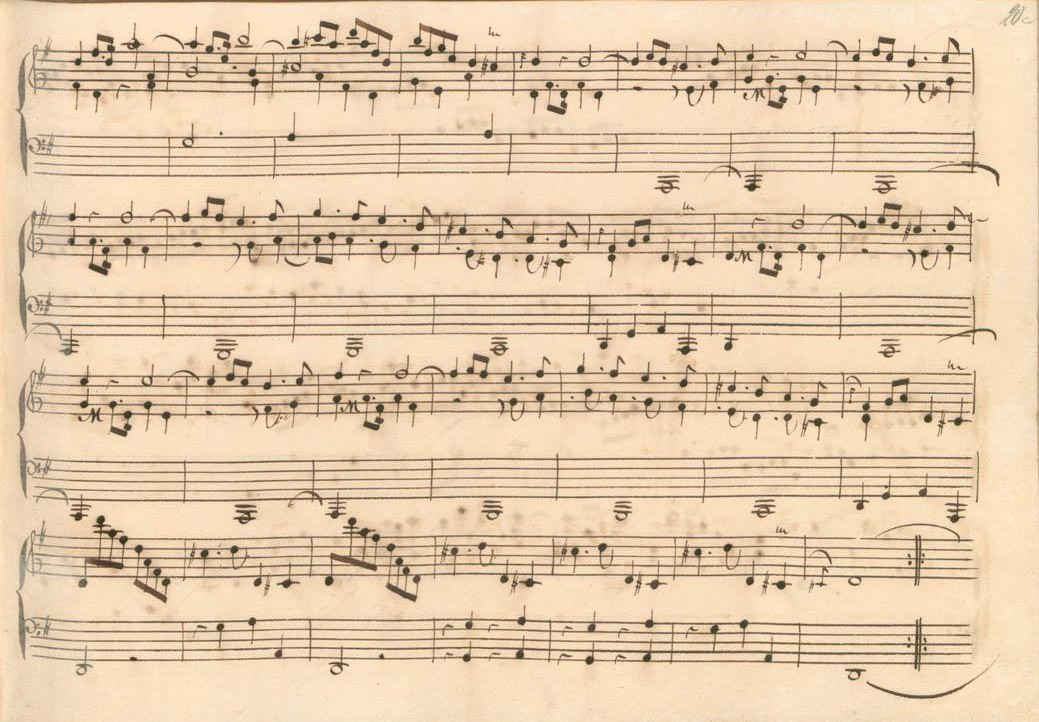
Parme XIV 10 (fin de la première section).
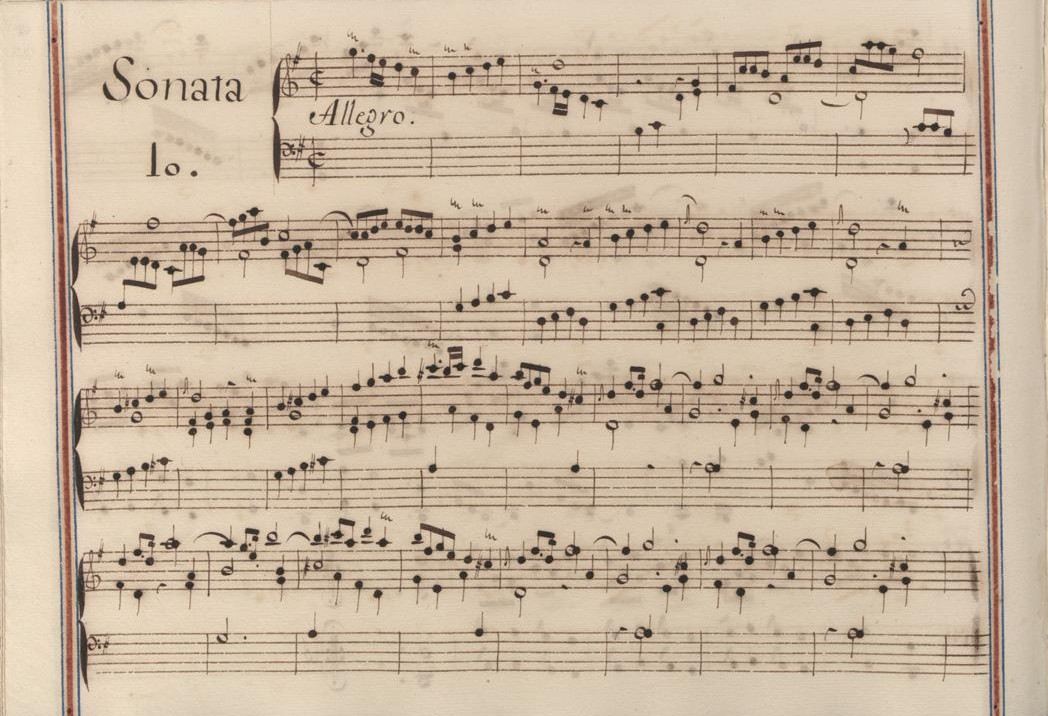
Venise XII 10.
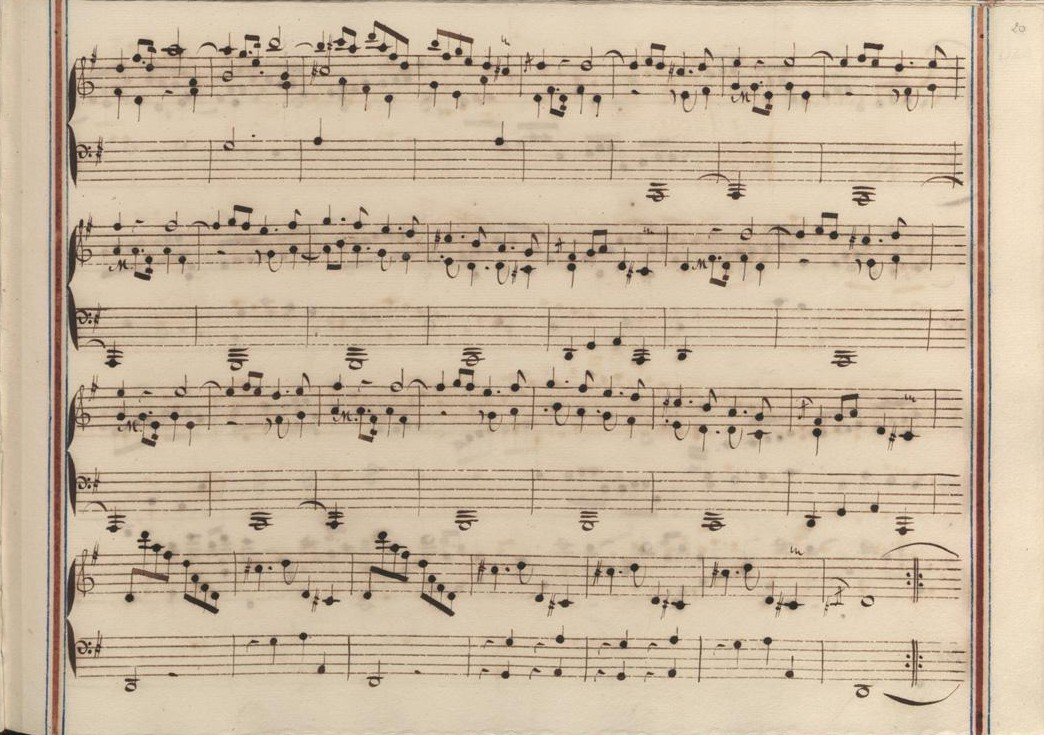
Venise XII 10 (fin de la première section).
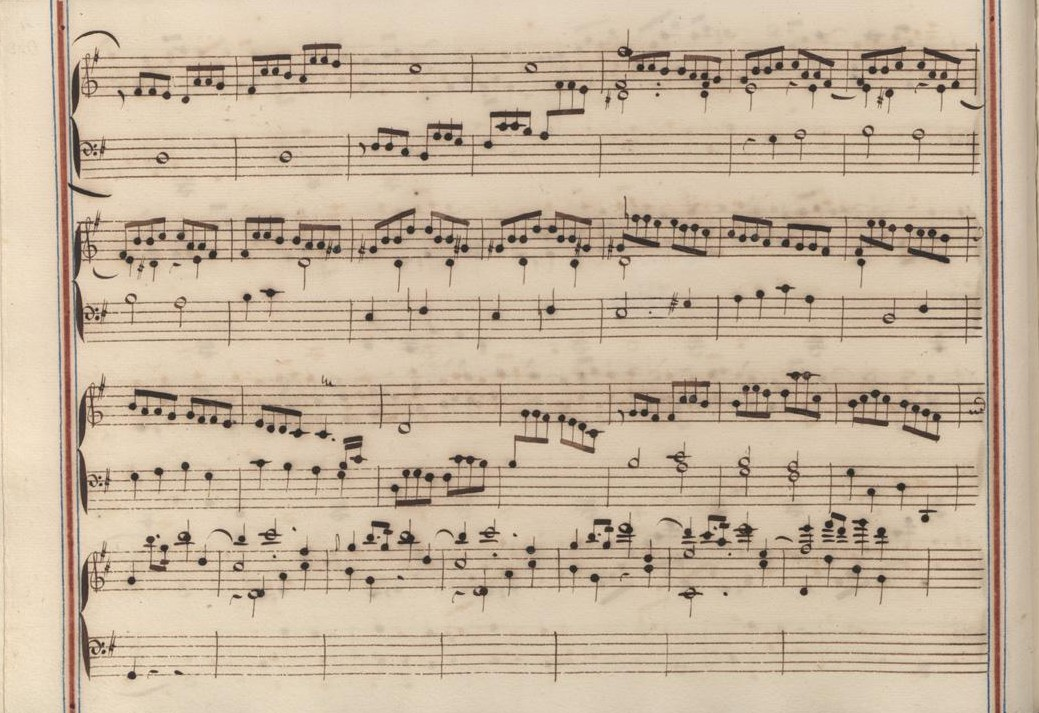
Venise XII 10 (début de la seconde section).
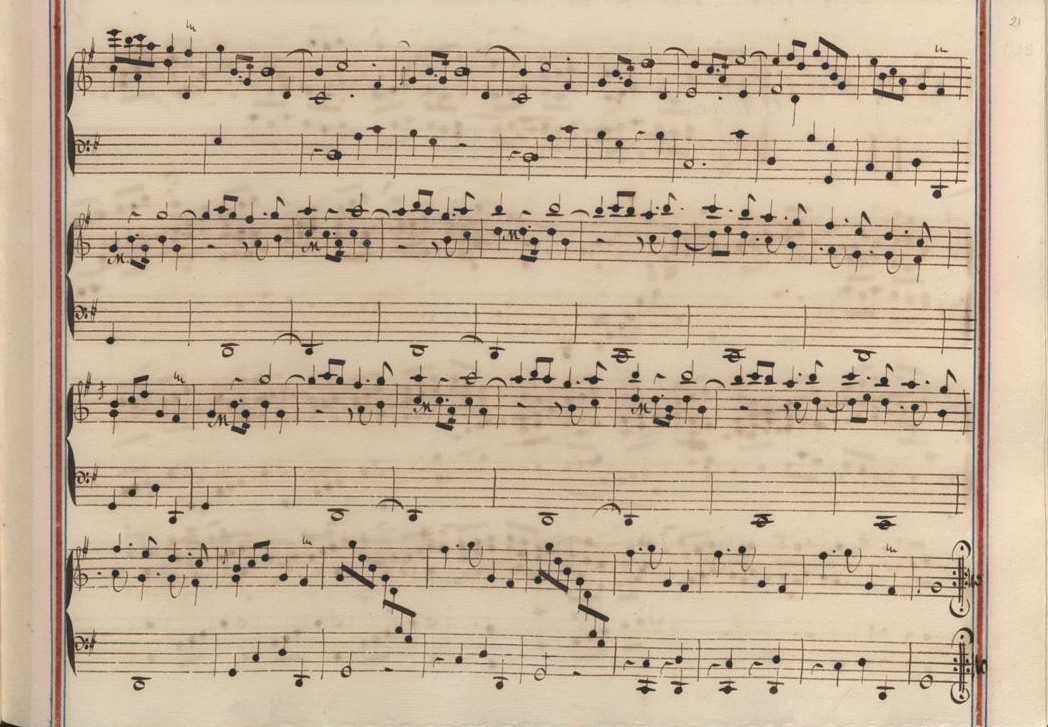
Venise XII 10 (fin de la sonate).

## Interprètes
La sonate K. 493 est défendue au piano, notamment par Carlo Grante (2016, Music & Arts, vol. 5) et Sergio Monteiro (2017, Naxos, vol. 18) ; au clavecin, elle est jouée par Ralph Kirkpatrick (1954), Scott Ross (1985, Erato), Richard Lester (2004, Nimbus, vol. 5) et Pieter-Jan Belder (2007, Brilliant Classics, vol. 11).

## Sources
: document utilisé comme source pour la rédaction de cet article.
- Ralph Kirkpatrick (trad. de l'anglais par Dennis Collins), Domenico Scarlatti, Paris, Lattès, coll. « Musique et Musiciens », 1982 (1re éd. 1953 (en)), 493 p. (ISBN 978-2-7096-0118-4, OCLC 954954205, BNF 34689181).
- Alain de Chambure, « Domenico Scarlatti, Intégrale des sonates — Scott Ross », Erato/Éditions Costallat (2564-62092-2 (livret : 2292-45309-2)), 1985 (OCLC 891183737) .
- (en) W. Dean Sutcliffe, The Keyboard Sonatas of Domenico Scarlatti and Eighteenth-Century Musical Style, Cambridge / New York, Cambridge University Press, 2008, xi-400 (ISBN 978-0-521-07122-2, OCLC 1005658462, BNF 42017486, présentation en ligne).
- (en) Carlo Grante, « Domenico Scarlatti, intégrale des sonates pour clavier (vol. 5) », Music & Arts (CD-1294), 2017 (OCLC 1079366528) .